# Josh Willingham
Joshua David Willingham (ur. 17 lutego 1979) – amerykański baseballista, który występował na pozycji zapolowego.
Willingham studiował na University of North Alabama, gdzie w latach 1998–2000 grał w drużynie uniwersyteckiej North Alabama Lions. W czerwcu 2000 został wybrany 17. rundzie draftu przez Florida Marlins i początkowo grał w klubach farmerskich tego zespołu, między innymi w Carolina Mudcats, reprezentującym poziom Double-A. W Major League Baseball zadebiutował 6 lipca 2004 w meczu przeciwko Pittsburgh Pirates. 18 lipca 2004 w meczu z Pirates zdobył pierwszego home runa w MLB. W 2006 w swoim pierwszym pełnym sezonie w głosowaniu do nagrody NL Rookie of the Year zajął 9. miejsce.
W listopadzie 2008 w ramach wymiany zawodników przeszedł do Washington Nationals. 27 lipca 2009 w spotkaniu z Milwaukee Brewers na Miller Park został trzynastym zawodnikiem w historii MLB, który zdobył dwa grand slamy w jednym meczu. W sezonie 2011 grał w Oakland Athletics.
W grudniu 2011 podpisał trzyletni kontrakt wart 21 milionów dolarów z Minnesota Twins. W 2012 ustanowił rekord kariery zdobywając 35 home runów, zaliczając 110 RBI i otrzymał Silver Slugger Award.
W sierpniu 2014 przeszedł do Kansas City Royals za miotacza Jasona Adama. W listopadzie 2014 ogłosił zakończenie kariery.
| Nagroda/wyróżnienie  | Lata | Źródło |
| Silver Slugger Award | 2012 | [ 6 ]  |